# 區 (臺灣日治時期前中期)
區為台灣日治時期前中期1897至1937年的地方行政組織。在1897年至1901年間，區為縣廳下轄辨務署之下的行政區劃，輔助辨務署處理基層行政區劃（街庄社鄉）事宜；在1901年至1909年間，區為廳直轄、廳支廳與基層行政機構之間的行政輔助單位；在1909年至1920年間，區為廳直轄、廳支廳之下的基層行政單位。臺灣西部的區在1920年整併為郡下的街庄，只剩下臺東廳、花蓮港廳仍有設置「區」，直到1937年才改為街庄。

## 沿革
臺灣總督府在1897年6月10日公告在縣、廳下設置78處「辨務署」，隨後在同年6月27日公告《街庄社長設置規程》，由縣知事、廳長訂定街庄社長的管轄區域，任免街庄社長以輔助行政事務；部分地區則有劃分「區」，而各地設有街長、庄長、社長、街庄長、街社長等職位，例如：1898年臺北辨務署大加蚋堡的第一區街長、第四區街庄長等，臺中辨務署第一區街庄長、第二區庄長等，臺南辨務署的第一區街長、第二區街長、新昌里庄長等，宜蘭辨務署的第一區街長、第六區社長等，各區下的街庄社長俗稱為「區長」，而各區的行政中心則稱為「區長事務所」。
臺灣的行政區在1901年11月11日廢縣置廳，全臺設置二十廳，區在此時改為廳直轄、廳支廳與基層行政機構之間的行政輔助單位，區長事務所改稱「區長役場」。1909年10月25日，臺灣的行政區畫改為十二廳，區在此時則為廳直轄、廳支廳之下的基層行政單位，並正式制度化；臺灣總督府在1909年10月5日公告《區長職務規程》，在區下設置「區長」，取代了在1897年6月公告的《街庄社長設置規程》，而區的行政中心為「區長役場」。區長役場根據所在地區而有不同的建築標準，臺灣總督府在1918年6月19日公告《區長役場建築標準》，在臺北廳、臺中廳、臺南廳、打狗區、基隆區為「甲等」，經費為一萬圓以內；在其他廳及支廳行政中心所在地為「乙等」，經費為六千圓以內；在其他地方為「丙等」，經費為三千圓以內。
在1910年2月時共設有454個區長役場，各廳數量為：臺北廳52個、宜蘭廳19個、桃園廳27個、新竹廳42個、臺中廳72個、南投廳16個、嘉義廳62個、臺南廳75個、阿緱廳56個、臺東廳10個、花蓮港廳10個、澎湖廳13個。在1918年底共設有455個區長役場，各廳數量為：臺北廳53個、宜蘭廳19個、桃園廳27個、新竹廳41個、臺中廳72個、南投廳16個、嘉義廳63個、臺南廳75個、阿緱廳56個、臺東廳10個、花蓮港廳10個、澎湖廳13個。
臺灣的行政區劃在1920年10月1日改為「州廳制」後，臺灣西部的區合併為郡下的3市263街庄，僅剩花蓮港廳、臺東廳兩廳因未改制為州而續用，而《區長職務規程》改為《區役場事務監督規程》，區長役場也改為「區役場」；此兩廳的「區」直到1937年10月1日實施街庄制度才全面廢除。

## 區長、區書記
根據《區長職務規程》，區長聽令於廳長的監督及指揮，以輔助執行行政事務，包含告知相關法律、接受陳情、傳達命令、向上層機關報告區內狀況、協助收稅事務、公共費用保管及出納、其他廳長交代事項。區長、區書記由廳長任免，皆屬於判任官。
區長的任用資格：
1. 居住在此廳內
2. 年齡滿30歲以上
3. 具有資產及名望者
4. 國語（日語）素養具有六年制公學校畢業的同等學力

區書記的任用資格，須符合以下其中一項：
1. 完成公學校四年級以上的課程者
2. 臺灣總督府國語傳習所甲科畢業者
3. 廳長認為適當者

## 區的劃分

### 1899年
此時僅有部分地區有劃設「區」，宜蘭廳、澎湖廳、恆春廳則尚未設區。各縣的區名無一致的命名方式，例如以數字編號，地名、堡里名等作為區名。
| 縣     | 辨務署       | 區 |
| ------ | ------------ | --- |
| 臺北縣 | 臺北辨務署   | 第一區~第十七區 |
| 臺北縣 | 水返腳辨務署 | 第一區~第十七區 |
| 臺北縣 | 基隆辨務署   | 第一區~第十三區 |
| 臺北縣 | 景尾辨務署   | 第一區~第十二區 |
| 臺北縣 | 滬尾辨務署   | 第一區~第十六區 |
| 臺北縣 | 桃仔園辨務署 | 第一區~第二十四區 |
| 臺北縣 | 三角湧辨務署 | 第一區~第十四區 |
| 臺北縣 | 新竹辨務署   | 第一區~第二十二區 |
| 臺中縣 | 南投辨務署   | 南投區、半山區、營盤口區、新街區、鄉親藔區、八杞仙區、龍眼林區、草鞋墩區、月眉厝區、新庄區、頂茄荖區、土城區、集集區、柴橋頭區、北勢坑區、社仔區、濁水區 |
| 臺中縣 | 鹿港辨務署   | 鹿港區、許厝埔頂厝區、海埔厝區、中頭崙埔區、草港區、楓仔林區、三汴頭區、頂三塊厝區、埔鹽區、頂南勢埔區、洪堀藔區、番社區、溪湖區、西勢厝區、萬興區 |
| 臺中縣 | 員林辨務署   | 員林區、東山區、擺塘區、大庄區、橋仔頭區、茄苳腳區、秀水區、社頭區、卓乃潭區、皮仔藔區、許厝藔區、番仔崙區、陳厝厝區、大埔心區、羅厝區、同安宅區、永靖區 |
| 臺中縣 | 北斗辨務署   | 二八水區、沙仔崙區、下霸區、外三厝塊區、海豐崙區、北斗區、舊眉區、牛朝仔區、小埔心區、內蘆竹塘區、下溪墘區、大城厝區、番挖區、后藔仔區、二林區、草湖區 |
| 臺中縣 | 埔里社辨務署 | 埔里社區、南角區、西角區、北角區、北港西區、北五城區、南五城區 |
| 臺中縣 | 北港辨務署   | 北港區、新街區、春牛埔區、頂蔦松區、椬梧區、新港區、下崙區、牛挑灣區、東勢厝區、崙仔頂區、橋頭區、麥藔區、埔姜崙區、崙背區、打牛湳區、埒內區、大墩仔區、土庫區、元長區、客仔厝區、新肚區、西螺區、莿桐巷區、大埤頭區 |
| 臺中縣 | 斗六辨務署   | 斗六區、溝仔埧區、菜公區、林內區、竹圍仔區、新庄仔區、大東區、他里霧區、蔴園區、茄苳腳區、崁頭厝頂區、林圯埔區、社藔區、大坪頂區、東勢坑區 |
| 臺中縣 | 苗栗辨務署   | 苗栗區、四湖區、銅鑼灣區、雞隆區、三叉河區、後壠區、公司藔區、造橋區、崁頭屋區、五鶴山區、公館區、芎中七區、大湖區、獅潭區 |
| 臺中縣 | 臺中辨務署   | 東大墩區、橋仔頭區、樹仔腳區、涼傘樹區、大甲杙區、內新區、大平區、番仔藔區、霧峰區、萬斗六區、柳樹湳區、五福區、溪心埧區、石螺潭區、圳乾區、同安藔區、新藔區、社口區、舊社區、竹巷區、田中央區、烏日區、番社腳區、蔴糍埔區、犁頭店區、後壠區、湳仔區、西大墩區、林厝區、下員區、埧仔區、馬崗厝區、上七張犁區、四張犁區、二份埔區、三十張犁區、東員寶區、三角仔區、神崗區、社口區、葫蘆墩區、下南坑區、翁仔區、石崗仔區、大南區、新社仔區、大茅埔區、東勢角區、校栗埔區、罩蘭區 |
| 臺中縣 | 梧棲港辨務署 | 牛罵頭區、社口區、大槺榔區、三塊厝區、四塊厝區、高美舊區、下牛埔區、公館區、大突藔區、梧棲港區、大庄區、鴨母藔區、頂蚵藔區、沙轆區、北勢頭區、山腳區、龍目井區、新庄仔區、塗葛堀區、茄投區、汴仔頭區、大肚區 |
| 臺中縣 | 彰化辨務署   | 彰化區、大竹圍區、牛稠仔區、阿夷區、新庄仔區、中藔區、嘉犁區、西門口區、東門外區、和美線區、番雅溝區、頭前藔區、下見口區、塗厝厝區、汴頭區、新港區 |
| 臺中縣 | 大甲辨務署   | 大甲區、內埔區、外埔區、內溪底區、外溪底區、七庄區、上九庄區、下九庄區、東八庄區、西八庄區、五庄區、南三庄區、北三庄區、苑里區、房裡區、貓盂區、山腳區、田藔區、五里牌區、通霄區、內湖區、白沙墩區 |
| 臺南縣 | 臺南辨務署   | 臺南市街第一區~第七區、永寧里第一~第二區、永康上中里第一區~第二區、外武定里第一區~第二區、效忠里第一區~第二區 |
| 臺南縣 | 大穆降辨務署 | 外新豐里第一區~第二區、大穆降里第一區~第二區、善化里西堡第一區~第二區、內新豐里第一區~第二區、保西里第一區~第二區、外新化南里第一區~第四區、善化里東堡第一區~第二區、新化里西堡第一區~第二區、安定里東堡第一區~第二區 |
| 臺南縣 | 蕃薯藔辨務署 | 羅漢外門里第一區~第四區、羅漢內門里第一區~第二區、崇德東里第一區~第二區、楠梓仙溪東里第一區~第六區、楠梓仙溪西里第一區~第八區、內新化南里第一區~第二區 |
| 臺南縣 | 嘉義辨務署   | 第一區~第十六區 |
| 臺南縣 | 打貓辨務署   | 第一區~第二十二區 |
| 臺南縣 | 樸仔腳辨務署 | 第一區~第十九區 |
| 臺南縣 | 鹽水港辨務署 | 第一區~第二十四區 |
| 臺南縣 | 店仔口辨務署 | 第一區~第十四區 |
| 臺南縣 | 蔴荳辨務署   | 第一區~第二十九區 |
| 臺東廳 |              | 第一區~第二十四區 |

### 1910年2月
臺灣總督府在1910年2月1日實施的廳、支廳、區劃分如下：
| 廳       | 支廳       | 區 |
| -------- | ---------- | --- |
| 臺北廳   | 直轄       | 艋舺區、大稻埕區、大龍峒區、古亭村區                                                                                   |
| 臺北廳   | 錫口支廳   | 錫口區、南港區 |
| 臺北廳   | 枋橋支廳   | 枋橋區、土城區、枋藔區                                                                                                 |
| 臺北廳   | 新庄支廳   | 新庄區、二重埔區、五股坑區、貴仔坑區、樹林口區、坑仔區                                                                 |
| 臺北廳   | 士林支廳   | 士林區、社仔區、北投區、和尚洲區                                                                                       |
| 臺北廳   | 滬尾支廳   | 滬尾區、水梘頭區、興化店區、小八里坌區、大南灣區                                                                       |
| 臺北廳   | 小基隆支廳 | 北新庄仔區、小基隆區、老梅區                                                                                           |
| 臺北廳   | 金包里支廳 | 金包里區、阿里荖區、中萬里加投區                                                                                       |
| 臺北廳   | 水返腳支廳 | 水返腳區、瑪陵坑區、五堵區、暖暖區、什份藔區、石底區                                                                   |
| 臺北廳   | 基隆支廳   | 基隆區 |
| 臺北廳   | 瑞芳支廳   | 瑞芳區、𫙮魚坑區 |
| 臺北廳   | 頂雙溪支廳 | 頂雙溪區、槓仔藔區、澳底區、大平區                                                                                     |
| 臺北廳   | 深坑支廳   | 深坑區、陂內坑區、小格頭區、楓仔林區、石碇區                                                                           |
| 臺北廳   | 新店支廳   | 景尾區、安坑區、新店區、木柵區                                                                                         |
| 宜蘭廳   | 直轄       | 宜蘭區、四圍區、礁溪區、外員山區、內員山區、民壯圍區                                                                   |
| 宜蘭廳   | 叭哩沙支廳 | 浮洲區、叭哩沙區 |
| 宜蘭廳   | 羅東支聽   | 羅東區、二結區、紅水溝區、利澤簡區、茅仔藔區、清水溝區                                                                 |
| 宜蘭廳   | 頭圍支廳   | 二圍區、頭圍區、港澳區                                                                                                 |
| 宜蘭廳   | 坪林尾支廳 | 坪林尾區、濶瀨區 |
| 桃園廳   | 直轄       | 桃園區、龜崙口區、南崁區、埔仔區、八塊厝區                                                                             |
| 桃園廳   | 中壢支廳   | 中壢區、宋屋區、安平鎮區、大崙區                                                                                       |
| 桃園廳   | 大嵙崁支廳 | 員樹林區、大嵙崁區、三層區、龍潭陂區、三坑仔區                                                                         |
| 桃園廳   | 三角湧支廳 | 三角泳區、成福區、樹林區、鶯歌石石區、                                                                                 |
| 桃園廳   | 楊梅壢支廳 | 楊梅壢區、新屋區、大坡區                                                                                               |
| 桃園廳   | 大坵園支廳 | 大坵園區、竹圍區、石觀音區                                                                                             |
| 桃園廳   | 咸菜棚支廳 | 咸菜棚區、石崗仔區、銅鑼圈區                                                                                           |
| 新竹廳   | 直轄       | 新竹區、香山區、舊港區、六張犁區、樹林頭區                                                                             |
| 新竹廳   | 北埔支廳   | 草山區、月眉區、北埔區                                                                                                 |
| 新竹廳   | 樹杞林支廳 | 樹杞林區、橫山區、沙坑區、九芎林區                                                                                     |
| 新竹廳   | 新埔支廳   | 埔區、大茅埔區、大湖口區、紅毛港區                                                                                     |
| 新竹廳   | 中港支廳   | 中港區、頭份區、三灣區區、                                                                                             |
| 新竹廳   | 南庄支廳   | 南庄區 |
| 新竹廳   | 苗栗支廳   | 苗栗區、四湖區、崁頭屋區、五鶴山區、公館區                                                                             |
| 新竹廳   | 後壠支廳   | 後壠區、新港區、公司藔區、造橋區                                                                                       |
| 新竹廳   | 通霄支廳   | 苑裡區、山腳區、通霄區、內湖區、白沙墩區                                                                               |
| 新竹廳   | 三叉河支廳 | 雞隆區、三叉河區、銅鑼灣區                                                                                             |
| 新竹廳   | 大湖支聽   | 大湖區、南湖區、獅潭區、罩蘭區                                                                                         |
| 臺中廳   | 直轄       | 臺中區、大平區、大里杙區、烏日區、霧峯區、溪心埧區、芬園區、四張犁區、三十張犁區、西大墩區、犁頭店區                   |
| 臺中廳   | 東勢角支廳 | 東勢角區、新社區、石崗區                                                                                               |
| 臺中廳   | 葫蘆墩支廳 | 葫蘆墩區、社口區、潭仔墘區、神崗區、埧雅區                                                                             |
| 臺中廳   | 大甲支廳   | 溪底區、五里牌區、大安區、十八庄區、大甲區、內埔區、外埔區                                                             |
| 臺中廳   | 沙轆支廳   | 大肚區、茄投區、塗葛堀區、梧棲港區、沙轆區、龍目井區、公館區、牛罵頭區、四塊厝區                                       |
| 臺中廳   | 彰化支廳   | 彰化區、大竹圍區、南門口區、嘉犁區、和美線區、下見口區、新港區、橋仔頭區、茄苳腳區、馬興區、快官區                     |
| 臺中廳   | 鹿港支廳   | 鹿港區、頂厝區、頂番婆區、番社區、洪堀藔區、溪湖區、埔鹽區                                                             |
| 臺中廳   | 員林支廳   | 員林區、大庄區、大埔心區、羅厝區、關帝廳區、湳雅區、社頭區                                                             |
| 臺中廳   | 北斗支廳   | 北斗區、二八水區、田中央區、卓乃潭區、海豐崙區、下霸區、舊眉區、小埔心區                                               |
| 臺中廳   | 二林支廳   | 二林區、番挖區、大城厝區、內蘆竹塘區                                                                                   |
| 南投廳   | 直轄       | 南投區、八杞仙區、濁水區、皮仔藔區、營盤口區                                                                           |
| 南投廳   | 草鞋墩支廳 | 草鞋墩區、土城區、新庄區                                                                                               |
| 南投廳   | 埔里社支廳 | 埔東區、埔西區、五城區、北港溪區                                                                                       |
| 南投廳   | 集集支廳   | 集集區 |
| 南投廳   | 林圯埔支廳 | 林圯埔區、羗仔藔區、勞水坑區                                                                                           |
| 嘉義廳   | 直轄       | 嘉義區、山仔頂區、臺斗坑區、水堀頭區                                                                                   |
| 嘉義廳   | 中埔支廳   | 中埔區、番仔路區、後大埔區                                                                                             |
| 嘉義廳   | 竹頭崎支廳 | 鹿蔴產區、梅仔坑區 |
| 嘉義廳   | 打貓支廳   | 大莆林區、大崎腳區、打貓區、雙溪口區、新港區、月眉潭區                                                                 |
| 嘉義廳   | 土庫支廳   | 土庫區、大墩仔區、埔羗崙區、大埤區                                                                                     |
| 嘉義廳   | 斗六支廳   | 斗六區、林內區、菜公區、樹仔腳區、他里霧區、茄苳腳區、崁頭厝區                                                         |
| 嘉義廳   | 西螺支廳   | 西螺區、新社區、崙背區、油車區、麥藔區                                                                                 |
| 嘉義廳   | 下湖口支廳 | 下湖口區、下崙區、崙仔頂區、東勢厝區                                                                                   |
| 嘉義廳   | 北港支廳   | 北港區、水燦林區、元長區、牛挑灣區                                                                                     |
| 嘉義廳   | 樸仔腳支廳 | 樸仔腳區、灣內區、六腳佃區、後潭區、鹿仔草區                                                                           |
| 嘉義廳   | 東石港支廳 | 東石港區、港墘區、東後藔區、南勢竹區、布袋嘴區                                                                         |
| 嘉義廳   | 鹽水港支廳 | 鹽水港區、頂潭區、菁藔區、舊營區、新營區、查畝營區、果毅後區                                                           |
| 嘉義廳   | 店仔口支廳 | 店仔口區、安溪藔區、海豐厝區、番仔藔區、番社區、前大埔區                                                               |
| 臺南廳   | 直轄       | 臺南東區、臺南西區、永內區、永仁區、長興區、仁德區、文依區                                                             |
| 臺南廳   | 安平支廳   | 安平區、新鯤區、永寧區、武外定區                                                                                       |
| 臺南廳   | 灣裡支廳   | 灣裡區、善化里東區、安定里東區                                                                                         |
| 臺南廳   | 蔴荳支廳   | 蔴荳區、藔仔廍區、茅港尾區、安業區、佳里興區                                                                           |
| 臺南廳   | 蕭壠支廳   | 蕭壠區、漚汪區、下營區、西港仔區、塭仔內區                                                                             |
| 臺南廳   | 北門嶼支廳 | 北門嶼區、學甲區、中洲區                                                                                               |
| 臺南廳   | 六甲支廳   | 六甲區、官佃區、內庄區                                                                                                 |
| 臺南廳   | 噍吧哖支廳 | 外噍吧哖區、內噍吧哖區、內新化區                                                                                       |
| 臺南廳   | 大目降支廳 | 大目降區、廣儲區、新市區、新化里東區、北外新化區、南外新化區                                                           |
| 臺南廳   | 關帝廟支廳 | 保西區、歸仁區、內新豐區、關帝廟區、崇德區                                                                             |
| 臺南廳   | 阿公店支廳 | 阿公店區、梓官區、彌陀港區、五甲尾區、阿嗹區、一甲區、大湖區、圍仔內區、竹仔港區                                       |
| 臺南廳   | 楠梓坑支廳 | 楠仔坑區、考潭區、保舍甲區、援巢中區、仕隆區                                                                           |
| 臺南廳   | 打狗支廳   | 打狗區、苓雅藔區、左營區、埤仔頭區                                                                                     |
| 臺南廳   | 鳳山支廳   | 鳳山區、七老爺區、港仔墘區、後勁區、大林蒲區、空地仔區、赤崁區、林仔邊區、中芸區、翁公園區、小坪頂區、姑婆藔區、赤山區 |
| 阿緱廳   | 直轄       | 阿緱區、公館區、社皮區、麟洛區、老埤區、萬丹區、新庄仔區                                                               |
| 阿緱廳   | 阿里港支廳 | 鹽埔區、阿里港區、九塊厝區、土庫區、東振新區、加蚋埔區                                                                 |
| 阿緱廳   | 甲仙埔支廳 | 山杉林區、甲仙埔區、月眉區、溝坪區                                                                                     |
| 阿緱廳   | 六龜里支廳 | 荖濃區、六龜里區 |
| 阿緱廳   | 蕃薯藔支廳 | 蕃薯藔區、溪洲區、田藔區、古亭坑區、觀音亭區、龍肚區、瀰濃區、旗尾區                                                   |
| 阿緱廳   | 潮州支廳   | 內埔區、新東勢區、新北勢區、二崙區、鳳山厝區、潮州區、崁頂區、萬巒區、佳佐區                                           |
| 阿緱廳   | 東港支廳   | 東港區、七塊厝區、林仔邊區、茄苳腳區、新埤頭區、新園區、仙公廟區、琉球區                                               |
| 阿緱廳   | 枋藔支廳   | 枋藔區、水底藔區 |
| 阿緱廳   | 枋山支廳   | 楓港區、枋山區 |
| 阿緱廳   | 恆春支廳   | 恆春區、鵞鑾鼻區、龍泉水區、大平頂區、虎頭山區、車城區                                                                 |
| 阿緱廳   | 蚊蟀支廳   | 射麻裡區、蚊蟀區 |
| 臺東廳   | 直轄       | 卑南區、里隴區、新開園區、火燒島區、鹿藔區                                                                             |
| 臺東廳   | 巴塱衛支廳 | 太麻里區、巴塱衛區 |
| 臺東廳   | 成廣澳支廳 | 都歷區、成廣澳區、加走灣區                                                                                             |
| 花蓮港廳 | 直轄       | 太巴塱區、花蓮港區、大港口區、加禮宛區                                                                                 |
| 花蓮港廳 | 璞石閣支廳 | 公埔區、大庄區、璞石閣區、觀音山區、水尾區、拔仔區                                                                     |
| 澎湖廳   | 直轄       | 媽宮區、文澳區、嵵裡區、隘門區、湖西區、鼎灣區                                                                         |
| 澎湖廳   | 大赤崁支廳 | 鎮海區、赤崁區、瓦硐區                                                                                                 |
| 澎湖廳   | 小池角支廳 | 小池角區、內垵區 |
| 澎湖廳   | 網垵支廳   | 網垵區、大嶼區 |

### 1920年10月
| 廳       | 支廳     | 街庄區                                                 |
| -------- | -------- | ------------------------------------------------------ |
| 臺東廳   | 臺東支廳 | 臺東街、卑南區、火燒島區、里壠區、新開園區、鹿野區     |
| 臺東廳   | 新港支廳 | 都歷區、成廣澳區、都鑾區、加走灣區                     |
| 臺東廳   | 大武支廳 | 太麻里區、巴塱衛區                                     |
| 花蓮港廳 | 花蓮支廳 | 花蓮港街、吉野區、平野區、壽區、鳳林區、新社區、瑞穗區 |
| 花蓮港廳 | 玉里支廳 | 玉里庄、大庄區                                         |

### 1937年
| 廳       | 支廳     | 街庄區                         |
| -------- | -------- | ------------------------------ |
| 臺東廳   | 臺東支廳 | 臺東街、卑南區、火燒島區       |
| 臺東廳   | 里壠支廳 | 里壠區、新開園區、鹿野區       |
| 臺東廳   | 新港支廳 | 新港區、都鑾區、加走灣區       |
| 臺東廳   | 大武支廳 | 太麻里區、大武區               |
| 花蓮港廳 | 花蓮支廳 | 花蓮港街、吉野區、平野區、壽區 |
| 花蓮港廳 | 鳳林支廳 | 鳳林區、新社區、瑞穗區         |
| 花蓮港廳 | 玉里支廳 | 玉里庄、大庄區                 |
| 花蓮港廳 | 研海支廳 | 研海區                         |

## 相關連結
- 台灣日治時期行政區劃

## 備註
1. ↑  在1899年，臺南、大目降、蕃薯藔辨務署僅部分地區有區的劃分，原鳳山縣管轄的地區則尚無區的劃分。